# Belén (Uruguai)
Belén és un poble de l'Uruguai, ubicat al departament de Salto. La seva població, d'acord amb les dades del cens de 2004, és de 2.030 habitants. La seva economia és agrícola, encara que la ramaderia també és important.
Belén fou fundada amb veïns dels pobles de Las Víboras, Espinillo, Santo Domingo de Soriano i Paysandú, el 14 de març de 1801.
És una zona de trànsit per a les persones que visiten les aigües termals de Salto des del Brasil. El poble té un hospital, una escola pública, una església i una plaça amb plantes i animals autòctons.

## Població
| 1963  | 1975  | 1985  | 1996  | 2004    |
| ----- | ----- | ----- | ----- | ------- |
| 2.061 | 2.121 | 1.882 | 2.023 | {{{5}}} |